# 王一鸣 (1959年)
王一鸣（1959年8月—），上海人，中华人民共和国政治人物。

## 生平
1977年恢复高考后考入西南大学学习，获理学学士和硕士学位。1989年，毕业于南开大学，获得经济学博士学位。后供职于国家计委国土开发与地区经济研究所。2001年，担任国家计委宏观经济研究院副院长。2006年，担任国家发展改革委宏观经济研究院党委书记、副院长。2014年，任国家发展改革委副秘书长。2015年6月，任国务院发展研究中心副主任。2017年11月，任清华大学中国新型城镇化研究院专家顾问委员会副主任。2020年2月10日，国务院任免国家工作人员，免去王一鸣的国务院发展研究中心副主任职务。